# Аркадія (містечко, Вісконсин)
Аркадія (англ. Arcadia) — місто (англ. town) в США, в окрузі Тремполо штату Вісконсин. Населення — 1696 осіб (2020).

## Демографія
Згідно з переписом 2010 року, у місті мешкало 1779 осіб у 665 домогосподарствах у складі 499 родин. Було 731 помешкання
Расовий склад населення:
| - 94,6 % — білих - 0,2 % — вихідців з тихоокеанських островів - 0,2 % — азіатів - 0,1 % — чорних або афроамериканців - 4,2 % — осіб інших рас |

До двох чи більше рас належало 0,7 %. Частка іспаномовних становила 5,5 % від усіх жителів.
За віковим діапазоном населення розподілялося таким чином: 26,1 % — особи молодші 18 років, 61,3 % — особи у віці 18—64 років, 12,6 % — особи у віці 65 років та старші. Медіана віку мешканця становила 42,3 року. На 100 осіб жіночої статі у місті припадало 112,8 чоловіків;  на 100 жінок у віці від 18 років та старших — 111,3 чоловіків також старших 18 років.
Середній дохід на одне домашнє господарство  становив 79 438 доларів США (медіана — 64 583), а середній дохід на одну сім'ю — 92 427 доларів (медіана — 74 688). Медіана доходів становила 46 281 долар для чоловіків та 34 737 доларів для жінок. За межею бідності перебувало 8,3 % осіб, у тому числі 8,5 % дітей у віці до 18 років та 14,0 % осіб у віці 65 років та старших.
Цивільне працевлаштоване населення становило 954 особи. Основні галузі зайнятості: виробництво — 32,7 %, освіта, охорона здоров'я та соціальна допомога — 20,5 %, сільське господарство, лісництво, риболовля — 12,8 %, роздрібна торгівля — 11,2 %.